# فالکنس‌وارد
فالکنس‌وارد (به هلندی: Valkenswaard) یک شهرستان در هلند است که در برابانت شمالی واقع شده‌است. فالکنس‌وارد ۲۵ متر بالاتر از سطح دریا واقع شده‌است.

## خواهرخوانده
شهرهای تیئنان و Salvaterra de Magos خواهرخوانده‌های فالکنس‌وارد هستند.